# Kallimachos
Kallimachos von Kyrene (altgriechisch Καλλίμαχος ὁ Κυρηναῖος Kallímachos ho Kyrēnaíos, latinisiert Callimachus Cyrenius; * um 305 v. Chr. in Kyrene; † um 240 v. Chr. in Alexandria) war ein hellenistischer Dichter, Gelehrter und alexandrinischer Bibliothekar.
Er gilt als der Begründer der wissenschaftlichen Philologie und setzte sich dichterisch mit der Ätiologie auseinander, das heißt mit den mythischen und legendären Ursprüngen von Namen, Kulten und Bräuchen. Sowohl seine wissenschaftlichen Leistungen wie auch der Anspielungsreichtum, die Verspieltheit und Ironie seines literarischen Werks machten ihn zu einem der bedeutendsten Vertreter der Kultur unter den Ptolemäern in Ägypten und des Hellenismus überhaupt.

## Leben
Kallimachos stammte aus einer vornehmen Familie in Kyrene im heutigen Libyen, die sich vom Gründer und ersten König der Stadt, Battos I. herleitete. Er wuchs in Alexandria am Hof der Ptolemäer auf und erhielt dort eine umfassende literarische Erziehung. In der Suda, einer byzantinischen Enzyklopädie mit einem ausführlichen Artikel zu ihm, wird erwähnt, er sei Schullehrer in Eleusis, einem Vorort Alexandrias gewesen, was sich aber weder mit seiner vornehmen Herkunft noch mit seiner bald erreichten hohen Stellung am Hof der Ptolemäer vereinbaren lässt.
Mehrere erhaltene Gedichte auf Ptolemaios II. und dessen zweite Frau Arsinoë II. erweisen Kallimachos als engen Vertrauten dieses Königspaars. Außerdem arbeitete er an der alexandrinischen Bibliothek. Zurückgehend auf eine Angabe bei Johannes Tzetzes, der sich seinerseits auf eine überlieferte Anmerkung (Scholium) zum römischen Dichter Plautus beruft, wird er oft als dritter Leiter dieser Bibliothek genannt, eine Funktion, für die er bestens qualifiziert war. Die Suda weiß davon aber nichts, und ein in Oxyrhynchos gefundener Papyrus mit einer Liste der Bibliotheksleiter führt ihn nicht auf. Da einige Gedichte seiner reifen Jahre auf Kyrene als Wohnsitz weisen, wurde erwogen, dass Kallimachos dort möglicherweise aufgrund politischer Spannungen zwischen Alexandria und Kyrene Zuflucht suchte oder die Ptolemäer diplomatisch vertrat.

## Werk

### Spärliche Überlieferung
Kallimachos werden von der Suda Werke im Umfang von etwa 800 Büchern (das heißt antiken Papyrusrollen) zu unterschiedlichen Themen zugeschrieben, die jedoch größtenteils verloren oder nur fragmentarisch erhalten sind.
Komplett erhalten sind lediglich
- sechs Hymnen an die olympischen Götter: an Zeus, Apollon, Artemis; auf die Insel Delos; auf Athene und Demeter. Die ersten beiden dienten dem Lob Ptolemaios’ II., alle sechs vergegenwärtigten einem Lesepublikum lebhaft und zugleich vieldeutig Kulthandlungen, an denen es nicht mehr teilnahm. So handelt der Hymnus auf Das Bad der Pallas (Athene) von der rituellen Waschung einer Athenestatue in Argos. Während die Zuschauer warten, dass sie die Statue zu Gesicht bekommen, wird erzählt, wie der Seher Teiresias, als er einmal Athene beim Bad überraschte, geblendet wurde. – Erhalten sind auch
- 63 Epigramme (in der Griechischen Anthologie).

Daneben können Kallimachos etwa 740 Fragmente sicher oder einigermaßen sicher zugeschrieben werden. Teils handelt es sich dabei um Zitate bei antiken Autoren oder in der Suda, teils um Papyrusfunde. Bereits im 19. Jahrhundert stieß man auf ein
- größeres Fragment des Epyllions (kleinen Epos) Hekale. Es erzählt von den Abenteuern des Theseus, seiner Einkehr bei einer alten Frau, nach der der Text benannt ist, und seinem Gespräch mit einer Krähe nach ihrem Tod. Zahlreiche kleinere Zitate hatten schon vorher die weite Verbreitung und Beliebtheit des Textes belegt, das genannte größere Textzeugnis diente wohl dem Schulunterricht.

Weitere Funde, vor allem in Oxyrhynchos, erlaubten seither in Umrissen die Rekonstruktion der
- Aitia („Ursprungsgedichte“, von altgriechisch αἴτιον aition „Ursprung, Schuld, Ursache“; αἴτια aitia wörtlich: „Ursprünge“), eines vierbändigen Werks in Gedichtform über die Entstehung verschiedener kultischer Bräuche. Es dürfte circa 5000 einzelne Verse[4] (in elegischen Distichen) umfasst haben und in zwei Stufen entstanden sein. Die ersten zwei Bücher sind als Dialog mit den Musen gestaltet, als deren zehnte Arsinoë II. genannt wird, was auf eine Zusammenstellung kurz nach 270 v. Chr. deutet. Das dritte und vierte Buch werden von Gedichten zu Ehren Berenikes II. eingerahmt, die als Gemahlin Ptolemaios’ III. 246 nach Alexandria kam. Auf die programmatische Einleitung des Gesamtwerks, in der Kallimachos darstellt, wie er im Traum am Helikon die Musen befragt – darin den Beginn von Hesiods Theogonie variierend – kommt er im Epilog noch einmal zurück.

### DieAitia

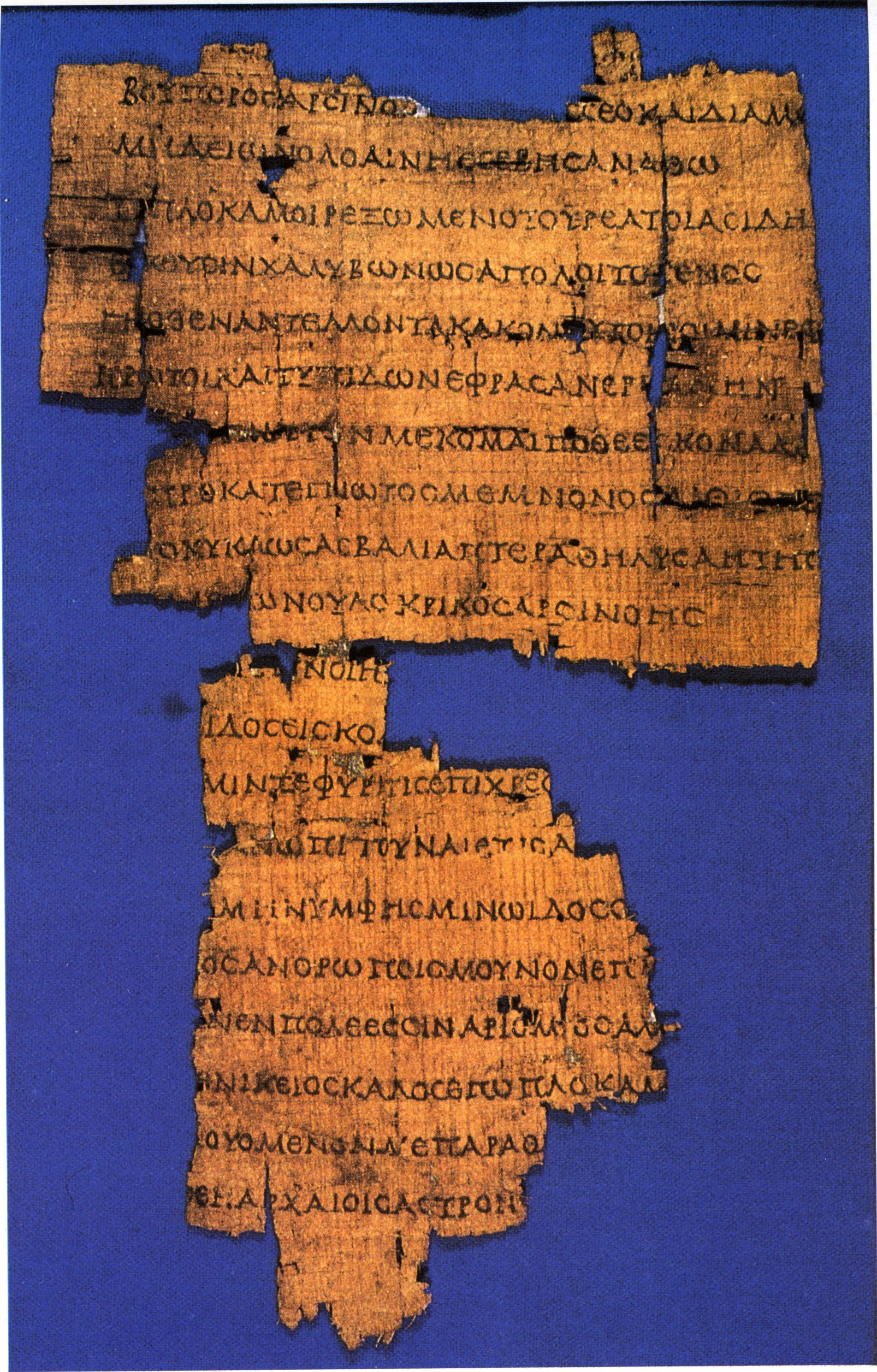
Kallimachos, Das Haar der Berenike. Papyrusfragment in Florenz, Biblioteca Medicea Laurenziana, PSI 1092 (1. Jahrhundert v. Chr.)

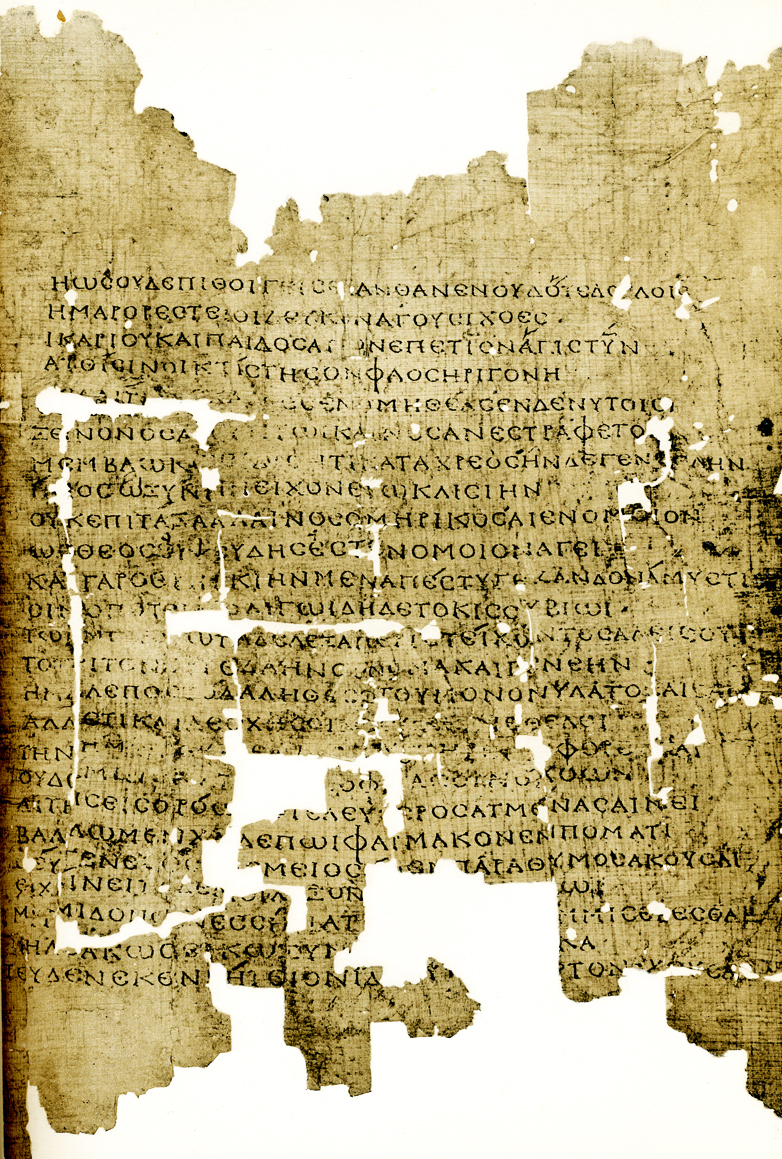
Ein Papyrus von Kallimachos’ Aitia aus dem 2. Jahrhundert

Insgesamt sind 45 „aitiologische“ Erzählungen nachweisbar, wobei die kleineren Fragmente keinen Eindruck davon geben, wie Kallimachos seine Erzählungen verschachteln konnte. Im Einleitungsgedicht des dritten Buchs über einen Sieg der Berenike bei den Nemeischen Spielen (im Wagenrennen) wird die Gründung dieser Spiele durch Herakles genannt, aber zur Haupthandlung gerät, wie Herakles bei dem Bauern Molorchos einkehrt und ihm gegen seine Mäuseplage hilft – und schließlich werden als Hauptsache die aitia, die „Gründungssagen“ für zwei Typen von Mausefallen geboten. Markus Asper bescheinigt Kallimachos „wilde Lust am Fabulieren, am Re-Kontextualisieren, am listigen Verfremden bekannter und am stolzen Einbau neuer Elemente“ und den Aitia „eine merkwürdige Art von Humor oder Ironie.“
Im Schlussgedicht der Aitia erzählt das Haar der Berenike, das im Herbst 245 v. Chr. vermutlich mit ebendiesem Gedicht als Sternbild etabliert wurde, in einem Katasterismos, wie es an den Himmel gelangte, nachdem Berenike es geopfert hatte, um ein Gelübde zu erfüllen. Jahrhundertelang war das Gedicht nur in der lateinischen Übersetzung Catulls bekannt (c. 66, in c. 65 als Kallimachos-Übersetzung angekündigt), erst im 20. Jahrhundert wurden in Oxyrhynchos größere Teile des griechischen Originals wiederentdeckt.

### Literarische Fehden?
Kallimachos gilt als Meister der minutiös-perfektionistischen Kleinmalerei. Dass er umfangreiche Dichtungen in der Art der Epen in der Tradition Homers deshalb grundsätzlich abgelehnt und sich mit seinem Schüler Apollonios von Rhodos überworfen haben soll, wurde lange behauptet, wird jedoch neuerdings in Frage gestellt. Seine herbe Kritik galt der Lyde des Antimachos von Kolophon, aber nicht einmal den anderen Werken dieses Autors.
Der in diesem Zusammenhang gern zitierte Satz: „Ein großes Buch ist ein großes Übel“ (altgriechisch μέγα βιβλίον μέγα κακόν méga biblíon méga kakón) dürfte sich auf seine Arbeit als Bibliothekar bezogen haben.

### Wissenschaftliche Texte
Die bedeutendste Prosaschrift des Kallimachos war das 120-bändige Autorenverzeichnis (griechisch πίνακες pínakes „Verzeichnisse“), worin er zu einer Auswahl griechischer Autoren aus der Bibliothek von Alexandria jeweils eine Kurzbiografie und ein Werkverzeichnis aufführte und damit den ersten „wissenschaftlichen“ Bibliothekskatalog der Welt schuf. Darüber hinaus schrieb er mehrere Enzyklopädien über Ortstypische Ausdrücke, Barbarische Bräuche, Gründungsgeschichten von Inseln und Städten sowie Umbenennungen usw., außerdem literaturkritische Werke.
Kallimachos’ Forschungen, die sich auf den ganzen Raum erstreckten, aus dem sich die neue griechische Einwohnerschaft Alexandrias rekrutierte, standen im Dienst der Herausbildung eines gemeinsamen kulturellen Gedächtnisses dieser Griechen. Ägyptisches sprach er nicht direkt an, aber einer These Daniel Seldens zufolge löst sich der Eindruck der Bizarrheit von Kallimachos’ Texten oft auf, wenn man sie vor dem Hintergrund der ägyptischen Mythologie, Königs-(das heißt Pharaonen-)ideologie und Ikonographie betrachtet; Kallimachos hätte hier doppelte Lektüren und symbolische Transfers nahegelegt.

## Wirkung
Zu Kallimachos’ Schülern zählten mehrere spätere Leiter der alexandrinischen Bibliothek, neben dem bereits genannten Apollonios von Rhodos auch Eratosthenes von Kyrene und Aristophanes von Byzanz.
Die zahlreich gefundenen Papyri mit seinen Schriften und seine häufige Zitierung lassen vermuten, dass Kallimachos einer der meistgelesenen Autoren seiner Zeit war. Vor allem auf die Dichtung der römischen Neoteriker (Catull) sowie auf Properz und Ovid hatte er großen Einfluss, sie griffen ihn mit Übersetzungen und Nachdichtungen auf. Im griechischsprachigen Bereich wurde er im 4. Jahrhundert von Gregor von Nazianz geschätzt, und noch im 13. Jahrhundert besaß Michael Choniates die Aitia.

## Ausgaben und Übersetzungen
- Markus Asper (Hrsg.): Werke. Griechisch und deutsch. Wissenschaftliche Buchgesellschaft, Darmstadt 2004. ISBN 3-534-13693-4 (genaue Prosaübersetzung)
- Annette Harder: Callimachus, Aetia. Band 1: Introduction, Text, and Translation. Band 2: Commentary. Oxford University Press, Oxford 2012.
- Adrian S. Hollis (Hrsg.): Callimachus: Hecale. 2., überarbeitete Auflage. Clarendon Press, Oxford 2009 (mit Einführung und Kommentar). – Rezension von Peter Habermehl in H-Soz-u-Kult 16. November 2009.
- Alexandros Kampakoglou (Hrsg.): Callimachus: select longer fragments and epigrams (= Aris and Phillips classical texts). Liverpool University Press, Liverpool 2025, ISBN 9781802078619.
- Ernst Howald, Emil Staiger (Übers.): Die Dichtungen des Kallimachos. Griechisch und deutsch. Artemis, Zürich 1955 (gelungene metrische Übersetzung)
- Rudolf Pfeiffer (Hrsg.): Callimachus. Clarendon Press, Oxford 1949–1953 (maßgebliche Ausgabe)
  - Band 1: Fragmenta, 1949, Nachdruck 1985, ISBN 0-19-814115-7
  - Band 2: Hymni et epigrammata, 1953, Nachdruck 1985, ISBN 0-19-814116-5
- Konrad Schwenck: Kallimachos Hymnen übersetzt, Verlag Eduard Weber, Bonn 1821, books.google.de.